# Пантанијело (Изернија)
Пантанијело је насеље у Италији у округу Изернија, региону Молизе.
Према процени из 2011. у насељу је живело 32 становника. Насеље се налази на надморској висини од 542 м.